# TCL (기업)
TCL(TCL科技)은 1981년에 세워진 중화인민공화국의 기업이다. 1980년, '후이양 전자 산업 회사'가 세워졌으나, 1981년과 1985년에 각각 'TTK 가전 기기 회사'와 'TCL 전자 장비 주식회사'를 병합하면서, 지금에 이르렀다. 현재는 TV를 주로 만드는 기업이다.

## 역사
이 회사는 1981년 TDK 카세트 위조품을 제조하는 카세트 제조사로서 "TTK"라는 브랜드 명으로 설립되었다. 1985년 IP 위반으로 TDK에 의해 고소를 당하면서 Telephone Communication Limited의 앞자를 따서 TCL로 사명을 변경하였다.

## CEO
Mr. Li Dongsheng은 그룹의 이사회 의장이며 TCL의 최고 경영자 자리를 맡았다. Mr. Li Dongsheng는 중국에서 가장 인정받는 비즈니스 리더 중 한 명으로 TCL을 3대 글로벌 TV 브랜드로 이끌었으며, 이 회사를 해외시장에 나아갈 수 있게 개척하였다.

## 파트너십
- 2013년에 TCL Chinese Theatre와 파트너십을 맺음.
- 2015년에 PBA League와 파트너십을 시작함.
- 2004년부터 Melbourne Cup와 14년간 파트너십을 맺어옴.
- Rose Bowl
- 2016년에 Minnesota Timberwolves and Lynx와 파트너십을 맺음.
- 2016년에 Melbourne Victory FC와 파트너십을 맺음.
- The Ellen Show
- 2018년 2월 5일부터 Neymar Jr, FIBAdhk 파트너십을 맺어옴.

## 수상
- EISA BEST Product 2017-2018 부문 수상
- EISA BEST Product 2018-2019 부문 수상
- Design Award 2017 수상
- Design Award 2018 수상
- CES Innovation Awards 2018 수상
- Technical Innovation Award 수상